# Championnat de Cuba de football 2017
Navigation
Saison précédente Saison suivante
La saison 2017 de la Liga Nacional de Fútbol est la cent-deuxième édition du championnat de Cuba de football.
Cette année, l'AFC introduit des changements par rapport aux dernières éditions en augmentant le nombre de clubs (passage de 10 à 12 équipes) et revient à un format comprenant deux phases: une première phase où les douze clubs sont répartis en trois groupes de quatre équipes et dont les deux premiers se qualifient à la seconde phase, qui comprend six clubs, disputée sous la forme d'une poule unique où l'équipe obtenant le plus de points est déclarée vainqueur.
C'est le FC Santiago de Cuba qui s'adjuge le titre de champion, à une journée de la fin du championnat, et ce pour la première fois de son histoire.

## Les clubs participants
| \| CF Camagüey FC La Habana FC Santiago de Cuba FC Villa Clara FC Cienfuegos FC Guantánamo FC Las Tunas FC Ciego de Ávila FC Isla de la Juventud CF Granma FC Sancti Spíritus FC Artemisa \| Localisation des clubs engagés dans le championnat 2017. |
| CF Camagüey FC La Habana FC Santiago de Cuba FC Villa Clara FC Cienfuegos FC Guantánamo FC Las Tunas FC Ciego de Ávila FC Isla de la Juventud CF Granma FC Sancti Spíritus FC Artemisa                                                                |

| Club                       | Ville            |
| -------------------------- | ---------------- |
| CF Camagüey                | Minas            |
| FC La Habana               | La Havane        |
| FC Santiago de Cuba        | Santiago de Cuba |
| FC Villa Clara (tenant)    | Zulueta          |
| FC Cienfuegos              | Cienfuegos       |
| FC Guantánamo              | Guantánamo       |
| FC Las Tunas               | Manatí           |
| FC Ciego de Ávila          | Morón            |
| FC Isla de la Juventud     | Nueva Gerona     |
| CF Granma                  | Jiguaní          |
| FC Sancti Spíritus (promu) | Sancti Spíritus  |
| FC Artemisa (promu)        | Artemisa         |

## Compétition

### Première phase
Disputée du 19 février au 19 avril 2017 avec trois poules de quatre équipes dont les deux premiers se qualifient à la phase suivante. Chaque équipe joue 12 matchs. En effet, cette phase comprend deux étapes, dans la première six journées sont disputées dans une même ville et dans la seconde, six autres journées sont disputées dans une ville différente.

#### Groupe A
Tous les matchs de la 1re étape sont disputés au stade Camilo Cienfuegos de Zulueta, dans la province de Villa Clara.
| Rang | Équipe               | Pts | J | G | N | P | Bp | Bc | Diff |  | Résultats (▼ dom., ► ext.) | VCl | SSp | Gra | LTu |
| ---- | -------------------- | --- | - | - | - | - | -- | -- | ---- |  | -------------------------- | --- | --- | --- | --- |
| 1    | FC Villa ClaraT      | 11  | 6 | 3 | 2 | 1 | 9  | 3  | +6   |  | FC Villa ClaraT            |     | 2-0 | 0-0 | 4-1 |
| 2    | FC Sancti Spíritus,P | 8   | 6 | 2 | 2 | 2 | 6  | 7  | -1   |  | FC Sancti Spíritus,P       | 0-2 |     | 2-1 | 2-0 |
| 3    | CF Granma            | 8   | 6 | 2 | 2 | 2 | 4  | 4  | 0    |  | CF Granma                  | 1-0 | 0-0 |     | 2-1 |
| 4    | FC Las Tunas         | 5   | 6 | 1 | 2 | 3 | 6  | 11 | -5   |  | FC Las Tunas               | 1-1 | 2-2 | 1-0 |     |

Tous les matchs de la 2e étape sont disputés au stade Conrado Benítez de Jiguaní, dans la province de Granma.
| Rang | Équipe              | Pts | J  | G | N | P | Bp | Bc | Diff |  | Résultats (▼ dom., ► ext.) | VCl | LTu | SSp | Gra |
| ---- | ------------------- | --- | -- | - | - | - | -- | -- | ---- |  | -------------------------- | --- | --- | --- | --- |
| 1    | FC Villa Clara,T    | 18  | 12 | 5 | 3 | 4 | 17 | 12 | +5   |  | FC Villa Clara,T           |     | 1-2 | 3-1 | 1-3 |
| 2    | FC Las Tunas        | 18  | 12 | 5 | 3 | 4 | 14 | 15 | -1   |  | FC Las Tunas               | 1-2 |     | 1-0 | 0-0 |
| 3    | FC Sancti SpíritusP | 15  | 12 | 4 | 3 | 5 | 10 | 13 | -3   |  | FC Sancti SpíritusP        | 1-0 | 1-2 |     | 0-0 |
| 4    | CF Granma           | 14  | 12 | 3 | 5 | 4 | 8  | 9  | -1   |  | CF Granma                  | 1-1 | 0-2 | 0-1 |     |

#### Groupe B
Tous les matchs de la 1re étape sont disputés dans deux enceintes: les stades Rogelio Palacios et Roberto Mora de Guantánamo, dans la province éponyme.
| Rang | Équipe            | Pts | J | G | N | P | Bp | Bc | Diff |  | Résultats (▼ dom., ► ext.) | CAv | Cam | Art | Gua |
| ---- | ----------------- | --- | - | - | - | - | -- | -- | ---- |  | -------------------------- | --- | --- | --- | --- |
| 1    | FC Ciego de Ávila | 10  | 6 | 2 | 4 | 0 | 10 | 7  | +3   |  | FC Ciego de Ávila          |     | 2-2 | 1-1 | 4-2 |
| 2    | CF Camagüey       | 8   | 6 | 1 | 5 | 0 | 5  | 4  | +1   |  | CF Camagüey                | 1-1 |     | 1-0 | 0-0 |
| 3    | FC ArtemisaP      | 6   | 6 | 1 | 3 | 2 | 5  | 6  | -1   |  | FC ArtemisaP               | 1-2 | 1-1 |     | 2-1 |
| 4    | FC Guantánamo     | 4   | 6 | 0 | 4 | 2 | 3  | 6  | -3   |  | FC Guantánamo              | 0-0 | 0-0 | 0-0 |     |

Tous les matchs de la 2e étape sont disputés dans le stade de La Quinta à Nuevitas, dans la province de Camagüey.
| Rang | Équipe            | Pts | J  | G | N | P | Bp | Bc | Diff |  | Résultats (▼ dom., ► ext.) | CAv | Cam | Gua | Art    |
| ---- | ----------------- | --- | -- | - | - | - | -- | -- | ---- |  | -------------------------- | --- | --- | --- | ------ |
| 1    | FC Ciego de Ávila | 18  | 11 | 4 | 6 | 1 | 18 | 14 | +4   |  | FC Ciego de Ávila          |     | 4-1 | 1-1 | annulé |
| 2    | CF Camagüey       | 16  | 12 | 3 | 7 | 2 | 14 | 13 | +1   |  | CF Camagüey                | 1-2 |     | 2-1 | 1-1    |
| 3    | FC Guantánamo     | 13  | 12 | 2 | 7 | 3 | 10 | 11 | -1   |  | FC Guantánamo              | 1-1 | 0-0 |     | 3-1    |
| 4    | FC Artemisa,P     | 10  | 11 | 2 | 4 | 5 | 11 | 15 | -4   |  | FC Artemisa,P              | 3-0 | 1-4 | 0-1 |        |

#### Groupe C
Tous les matchs de la 1re étape sont disputés au stade Luis Pérez Lozano de Cienfuegos, dans la province éponyme,.
| Rang | Équipe                 | Pts | J | G | N | P | Bp | Bc | Diff |  | Résultats (▼ dom., ► ext.) | SCu | IsJ | Cie | LaH |
| ---- | ---------------------- | --- | - | - | - | - | -- | -- | ---- |  | -------------------------- | --- | --- | --- | --- |
| 1    | FC Santiago de Cuba    | 14  | 6 | 4 | 2 | 0 | 10 | 0  | +10  |  | FC Santiago de Cuba        |     | 0-0 | 1-0 | 3-0 |
| 2    | FC Isla de la Juventud | 8   | 6 | 2 | 2 | 2 | 5  | 2  | +3   |  | FC Isla de la Juventud     | 0-1 |     | 2-0 | 0-0 |
| 3    | FC Cienfuegos          | 8   | 6 | 2 | 2 | 2 | 3  | 4  | -1   |  | FC Cienfuegos              | 0-0 | 1-0 |     | 1-1 |
| 4    | FC La Habana           | 2   | 6 | 0 | 2 | 4 | 1  | 13 | -12  |  | FC La Habana               | 0-5 | 0-3 | 0-1 |     |

Tous les matchs de la 2e étape sont disputés au stade Antonio Maceo de Santiago de Cuba, dans la province éponyme.
| Rang | Équipe                 | Pts | J  | G | N | P | Bp | Bc | Diff |  | Résultats (▼ dom., ► ext.) | SCu | Cie | IsJ | LaH |
| ---- | ---------------------- | --- | -- | - | - | - | -- | -- | ---- |  | -------------------------- | --- | --- | --- | --- |
| 1    | FC Santiago de Cuba    | 30  | 12 | 9 | 3 | 0 | 20 | 1  | +19  |  | FC Santiago de Cuba        |     | 1-0 | 1-1 | 1-0 |
| 2    | FC Cienfuegos          | 14  | 12 | 3 | 5 | 4 | 7  | 10 | -3   |  | FC Cienfuegos              | 0-3 |     | 0-0 | 1-1 |
| 3    | FC Isla de la Juventud | 13  | 12 | 2 | 7 | 3 | 7  | 5  | +2   |  | FC Isla de la Juventud     | 0-1 | 1-1 |     | 0-0 |
| 4    | FC La Habana           | 5   | 12 | 0 | 5 | 7 | 2  | 20 | -18  |  | FC La Habana               | 0-3 | 0-2 | 0-0 |     |

Légende :

### Deuxième phase
Les deux premiers de chaque groupe de la phase précédente (six équipes) s'affrontent en matchs aller-retour du 29 avril au 1er juillet 2017.
| Rang | Équipe              | Pts | J  | G | N | P | Bp | Bc | Diff |  | Résultats (▼ dom., ► ext.) | SCu | Cam    | CAv | VCl | Cie | LTu |
| ---- | ------------------- | --- | -- | - | - | - | -- | -- | ---- |  | -------------------------- | --- | ------ | --- | --- | --- | --- |
| 1    | FC Santiago de Cuba | 22  | 10 | 6 | 4 | 0 | 20 | 8  | +12  |  | FC Santiago de Cuba        |     | 2-2    | 2-1 | 1-1 | 3-0 | 3-0 |
| 2    | CF Camagüey         | 18  | 9  | 5 | 3 | 1 | 22 | 8  | +14  |  | CF Camagüey                | 1-2 |        | 2-0 | 4-2 | 4-0 | 6-0 |
| 3    | FC Ciego de Ávila   | 16  | 10 | 5 | 1 | 4 | 18 | 11 | +7   |  | FC Ciego de Ávila          | 0-0 | 0-1    |     | 2-0 | 5-1 | 2-0 |
| 4    | FC Villa ClaraT     | 12  | 10 | 3 | 3 | 4 | 12 | 15 | -3   |  | FC Villa ClaraT            | 2-2 | 0-0    | 3-2 |     | 2-1 | 0-1 |
| 5    | FC Cienfuegos       | 7   | 10 | 2 | 1 | 7 | 11 | 24 | -13  |  | FC Cienfuegos              | 0-1 | 2-2    | 2-3 | 1-0 |     | 2-1 |
| 6    | FC Las Tunas        | 6   | 9  | 2 | 0 | 7 | 7  | 24 | -17  |  | FC Las Tunas               | 1-4 | annulé | 0-3 | 1-2 | 3-2 |     |

Légende :

### Torneo de Ascenso 2018
Disputé sous forme de poule unique avec sept participants, dont les deux premiers sont promus en première division. Tous les matchs sont disputés à La Havane, du 18 au 30 janvier 2018.
| Rang | Équipe           | Pts | J | G | N | P | Bp | Bc | Diff |
| ---- | ---------------- | --- | - | - | - | - | -- | -- | ---- |
| 1    | FC Pinar del Río | 16  | 6 | 5 | 1 | 0 | 18 | 9  | +9   |
| 2    | FC La Habana     | 15  | 6 | 5 | 0 | 1 | 15 | 6  | +9   |
| 3    | FC Artemisa      | 10  | 6 | 3 | 1 | 2 | 12 | 7  | +5   |
| 4    | Cuba -20 ans     | 9   | 6 | 3 | 0 | 3 | 9  | 9  | 0    |
| 5    | FC Matanzas      | 6   | 6 | 2 | 0 | 4 | 12 | 17 | -5   |
| 6    | FC Mayabeque     | 6   | 6 | 2 | 0 | 4 | 9  | 13 | -4   |
| 7    | FC Holguín       | 0   | 6 | 0 | 0 | 6 | 8  | 22 | -14  |

|  | Promu en championnat 2018 |

## Bilan de la saison
| Championnat de Cuba de football 2017 |                                                  |
| Champion                             | FC Santiago de Cuba (1er titre)                  |
| Qualifications continentales         |                                                  |
| CFU Club Championship 2018           | Aucun                                            |
| Promotions et relégations            |                                                  |
| Promus en Liga Nacional              | FC Pinar del Río                                 |
| Promus en Liga Nacional              | FC La Habana (se maintient en première division) |
| Relégués en Torneo de Ascenso        | FC Artemisa                                      |